# Empfingen
Empfingen est une commune d'Allemagne, située dans l'arrondissement de Freudenstadt et le Land de Bade-Wurtemberg.

## Histoire
Empfingen est mentionnée pour la 1re fois en 772 dans le Codex de Lorsch.
La commune a appartenu à différentes familles : successivement, aux comtes de Geroldseck, aux comtes de Hohenberg et à Volz de Weitingen au cours du XIVe siècle.

## Administration

### Intégrations
Administrativement, les deux localités de Wiesenstetten et Dommelsberg sont intégrées à la commune depuis le 1er décembre 1971.

### Communauté d'administration
La communauté d'administration Horb am Neckar est composée de la ville de Horb am Neckar et des communes d'Empfingen et Eutingen im Gäu.

## Démographie
| 1844  | 1961  | 2000  | 2005  |
| ----- | ----- | ----- | ----- |
| 2 000 | 1 747 | 4 037 | 4 133 |

## Lieux et monuments
- Musée de la forge
- Musée de l'histoire locale

## Transports
La commune est desservie par l'autoroute fédérale  (Wurtzbourg - Gottmadingen). 
Par ailleurs, elle est située sur la route fédérale B 463 (Pforzheim - Sigmaringen).

## Jumelages
La commune est jumelée avec :
- La Roche-Blanche (Puy-de-Dôme) (France)